# سوپر جام اروپا ۱۹۸۹
فینال سوپر جام اروپا ۱۹۸۹، رقابت پایانی سوپر جام اروپا است که مابین دو تیم باشگاه فوتبال آ.ث. میلان و باشگاه فوتبال بارسلونا برگزار شده‌است.
این مسابقه که در تاریخ‌های ۲۳ نوامبر ۱۹۸۹ و ۷ دسامبر ۱۹۸۹ انجام شده‌است در مجموع با نتیجه ۲ بر ۱ به سود باشگاه فوتبال آ.ث. میلان به پایان رسید.